# Estadio Sūduva
El Estadio Sūduva también llamado Marijampolė Football Arena es un estadio multiusos ubicado en la ciudad de Marijampolė, Lituania. Fue inaugurado en 2008 y posee una capacidad para 6.500 espectadores. Se utiliza principalmente para partidos de fútbol y es el estadio del FK Sūduva Marijampolė.

## Historia
El estadio fue construido con la ayuda de fondos de la Unión Europea e inaugurado el 6 de julio de 2008. Su capacidad original de 4.500 asientos se incrementó a 6.250 después de que tuvo que ser adaptado para un partido entre la selección de fútbol de Lituania y la selección de Rumanía en junio de 2009.
Entre las temporadas 2011 y 2019, el estadio pasó a llamarse ARVI Football Arena después de que ARVI Enterprises Group comprara los derechos de patrocinio.
El 11 de diciembre de 2019, se publicaron informes de que ARVI Group ya no apoyariá al club Sūduva. El ARVI Arena pasó a llamarse Marijampolė Football Arena. El 14 de enero de 2020, FK Sūduva anunció el nuevo patrocinador general, Hikvision, y el cambio de nombre del estadio a Hikvision Arena.
El 1 de agosto de 2013 el estadio albergó la final del Campeonato Europeo de la UEFA Sub-19 2013, que organizó Lituania, ocasión en que Serbia superó a Francia por 1-0.

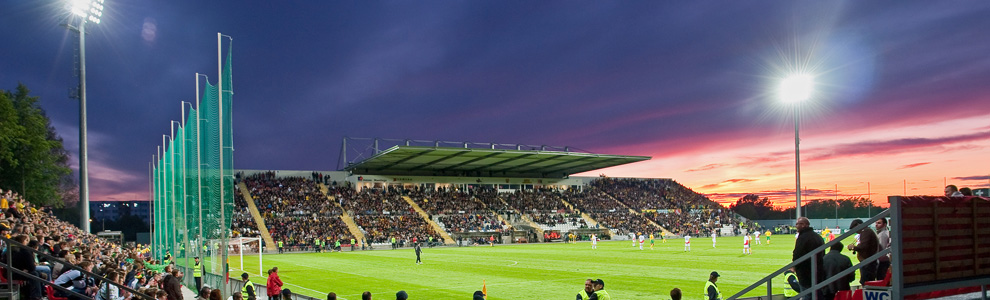